# المهاجرون

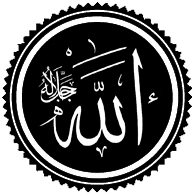

المهاجرون هم المسلمون الأوائل الذين آمنوا برسول الله محمد بن عبد الله وهاجروا معه من مكة المكرمة إلى المدينة المنورة وكون المهاجرون والأنصار نواة الدولة الإسلامية.

## فضل المهاجرين

### في القرآن
- ﴿وَالسَّابِقُونَ الْأَوَّلُونَ مِنَ الْمُهَاجِرِينَ وَالْأَنْصَارِ وَالَّذِينَ اتَّبَعُوهُمْ بِإِحْسَانٍ رَضِيَ اللَّهُ عَنْهُمْ وَرَضُوا عَنْهُ وَأَعَدَّ لَهُمْ جَنَّاتٍ تَجْرِي تَحْتَهَا الْأَنْهَارُ خَالِدِينَ فِيهَا أَبَدًا ذَلِكَ الْفَوْزُ الْعَظِيمُ ۝١٠٠﴾ [التوبة:100].
- ﴿لَقَدْ تَابَ اللَّهُ عَلَى النَّبِيِّ وَالْمُهَاجِرِينَ وَالْأَنْصَارِ الَّذِينَ اتَّبَعُوهُ فِي سَاعَةِ الْعُسْرَةِ مِنْ بَعْدِ مَا كَادَ يَزِيغُ قُلُوبُ فَرِيقٍ مِنْهُمْ ثُمَّ تَابَ عَلَيْهِمْ إِنَّهُ بِهِمْ رَءُوفٌ رَحِيمٌ ۝١١٧﴾ [التوبة:117].

### في الحديث النبوي
روي عن ابن عباس  في مجمع الزوائد: 
| المهاجرون | في قول القرآن "كنتم خير أمة أخرجت للناس تأمرونَ بالمعروفْ وتنهونَ عن المُنكَر" قال: هم الذين هاجروا مع محمد صلى الله عليه وسلم. | المهاجرون |